# Theretra malgassica
Theretra malgassica är en fjärilsart som beskrevs av Clark 1933. Theretra malgassica ingår i släktet Theretra och familjen svärmare. Inga underarter finns listade i Catalogue of Life.